# Elektrisch bediende overwegbomen
Elektrische bediende overwegbomen (EBO) vormen een zeldzaam beveiligingstype voor Nederlandse overwegen. De overweg wordt door een overwegwachter op afstand bediend en heeft één of twee spoorbomen per zijde die alle rijbanen en fiets- en voetpaden afsluiten en enkele in plaats van dubbele rode knipperlichten. Bij de meeste andere beveiligde overwegen staan dubbele knipperlichten die om en om knipperen. Er rinkelen geen bellen. De EBO wordt toegepast als er meer dan vier sporen zijn.

## Uiterlijk en werking
Wanneer de bomen niet allemaal gesloten zijn staan de seinen op rood. De overwegwachter kan de spoorbomen individueel sluiten en openen. Om een trein ongestoord doorgang te verlenen zet hij de sluiting al vroeg in. Als er een tweede trein in aantocht is, al komt die pas een paar minuten later, laat de overwegwachter de spoorbomen vaak gesloten. De bediening gebeurt vanuit centrale locaties (VL-posten). Om de overwegwachter goed zicht te verlenen op de EBO-overweg is deze uitgerust met meerdere camera's. Ook zijn er luidsprekers geplaatst om berichten om te roepen.
De drie EBO's die nog actief waren, te weten die van Roermond, Naarden-Bussum en Zutphen (de laatste twee zijn inmiddels gesloten) werden bediend vanuit de VL-posten van respectievelijk Maastricht, Amersfoort en Arnhem. In de post is een aparte werkplek ingericht voor de medewerker die de overweg bedient. Een bijzonderheid bij de EBO, dit in tegenstelling tot de regulier beveiligde overwegen, is de van ProRail gevolgde procedure in het geval van storingen; de gebruikelijke 'aanwijzing overweg' wordt bij een EBO immers niet gebruikt. Bij het disfunctioneren van de camera's wordt een 'aanwijzing voorzichtig rijden (VR)' afgegeven aan de machinisten, terwijl bij het disfunctioneren van de overwegbomen het volledige treinverkeer gestaakt wordt - normaal wordt een gestoorde overweg middels een 'aanwijzing overweg' met gepaste snelheid gepasseerd.

## De laatste EBO
Er is nog één EBO in Nederland, deze ligt aan de noordzijde van station Roermond en gaat over zeven sporen.

## Geschiedenis
Vroeger waren EBO's in groten getale aanwezig bij Nederlandse overwegen. Nog eerder waren deze overwegen nog niet elektrisch uitgevoerd en moesten deze met de hand bediend worden door de overwegwachter door middel van grote hendels die zich naast een overweg of op de perrons bevonden. Later werden deze overwegen uitgerust met elektrische motoren en kon de overweg op afstand bediend worden vanuit een seinhuis of Post T. In de meeste gevallen stond er een wachtershuisje bij een EBO-overweg. De EBO werd ook uitgerust met een knipperlichtinstallatie.
In 1959 arriveerde de eerste AHOB-installatie in Nederland en werden vervolgens vrijwel alle EBO's vervangen. Op de lijn Tiel-Geldermalsen bleef de laatste EBO in dienst tot 1977. Op 14 november 2015 is de EBO over zeven sporen aan de noordoostzijde van station Zutphen gesloten en vervangen door twee tunnels onder het station. Op 2 augustus 2019 is de EBO aan de noordzijde van station Naarden-Bussum gesloten en vervangen door een AHOB. Deze ombouw volgt uit de verbouwing van station Naarden-Bussum, waarbij station Naarden-Bussum een doorstroomstation wordt en alle zijsporen en vrijwel alle wissels worden verwijderd. De zessporige EBO wordt hierbij vervangen door een tweesporige AHOB. De EBO had voor reizigers een aftakking naar het eilandperron van het station en had aan weerszijden van de overweg een bankje, zodat voetgangers comfortabel kunnen wachten.

## Verwijzing
1. ↑  
Overwegen: neem geen risico. Veelgestelde vragen: Bestaan er in Nederland nog overwegen die met de hand worden bediend?. ProRail. Gearchiveerd op 29 september 2018. Geraadpleegd op 30 september 2018. “Er zijn nog twee overwegen die met de hand worden bediend: in Roermond (Robert Regoutstraat) en Bussum (Comeniuslaan). Dit zijn alle twee bewaakte overwegen, die door een overwegwachter op afstand worden bediend. De overwegwachter ziet op camerabeelden of het veilig is om de overweg te sluiten. Dat gebeurt alleen als er niemand meer op de overweg is. De handmatig bediende overwegen kunnen niet worden vervangen door een automatische overweg omdat ze over te veel sporen gaan (vijf sporen of meer).”